# Skyrunner World Series 2005
Navigation
2004 2006
Le Skyrunning World Series 2005 est la quatrième édition du Skyrunner World Series, compétition internationale de Skyrunning fondée en 2002 par la fédération internationale de skyrunning. 

## Programme
| Nom de la course                | Pays          | Date              | Vainqueur         | Vainqueure      |
| ------------------------------- | ------------- | ----------------- | ----------------- | --------------- |
| Zegama-Aizkorri                 | Espagne       | 29 mai 2005       | Rob Jebb          | Corinne Favre   |
| SkyRace Valmalenco-Valposchiavo | Italie Suisse | 12 juin 2005      | Ricardo Mejía     | Emanuela Brizio |
| Dolomites SkyRace               | Italie        | 24 juillet 2005   | Michele Tavernaro | Corinne Favre   |
| La 6000D Skyrace                | France        | 31 juillet 2005   | Rob Jebb          | Corinne Favre   |
| Pikes Peak Marathon             | États-Unis    | 21 août 2005      | Fulvio Dapit      | Corinne Favre   |
| Sentiero delle Grigne           | Italie        | 18 septembre 2005 | Dennis Brunod     | Corinne Favre   |
| Mount Kinabalu Climbathon       | Malaisie      | 1er octobre 2005  | Ricardo Mejía     | Anna Pichrtová  |